# Juan Manuel Sánchez y Gutiérrez de Castro
Juan Manuel Sánchez y Gutiérrez de Castro, también conocido como el duque de Almodóvar (Jerez de la Frontera, 15 de diciembre de 1850-Madrid, 23 de junio de 1906), fue un político español, diputado liberal en las Cortes, vicepresidente del Congreso y de la Comisión de Presupuestos, ministro de Estado durante la regencia de María Cristina de Habsburgo-Lorena y durante el reinado de Alfonso XIII. Siendo ministro de Estado, se firmó por el presidente de la Comisión negociadora española, Don Eugenio Montero Ríos, entonces Presidente del Senado el Tratado de París que suponía la pérdida de Cuba, Puerto Rico y Filipinas, y la Conferencia Internacional de Algeciras.

## Biografía
Juan Manuel Sánchez y Gutiérrez de Castro nació en la ciudad gaditana de Jerez de la Frontera el 15 de diciembre de 1850, en el n.º 20 de la calle Lealas. Hijo de Antonio Sánchez Romate, fundador de las bodegas del mismo nombre, cursó en Sevilla los estudios de Derecho, especializándose en Asuntos Sociales y Hacienda Pública. Muy joven se casó en Córdoba con la Duquesa de Almodóvar, por cuyo matrimonio adquiere el título de Duque de Almódovar. Diputado por la Provincia de Córdoba al obtener en escaño en las elecciones de 1879 y 1881, pasará a representar a la provincia de Cádiz en los sucesivos procesos electorales celebrados entre 1886 y 1905.

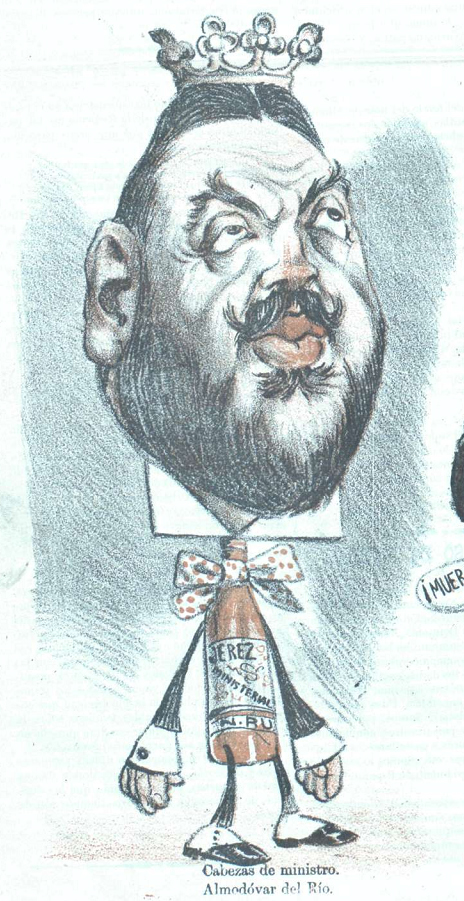
Caricatura del duque de Almodóvar del Río en Don Quijote, 1901.

Fue ministro de Estado entre el 24 de mayo de 1898 y el 4 de marzo de 1899 en un gabinete de Sagasta. Bajo la presidencia de este político volvería a ocupar la misma cartera ministerial entre el 6 de marzo de 1901 y el 6 de diciembre de 1902 en cuatro gobiernos sucesivos.
Sus políticas acentuaban los intereses de Jerez en varias legislaturas, y asesoró a los ministros del ramo sobre las medidas que deberían adoptarse para defender el comercio de los vinos españoles frente a la competencia extranjera.

## Tratado de París
Ocupó los cargos de vicepresidente del Congreso y de la Comisión de Presupuestos. En 1898, tras la guerra con los Estados Unidos que culminó con el desastre de nuestra flota en Cuba, fue nombrado ministro de Estado por el primer ministro Sagasta entre el 24 de mayo de 1898 y el 4 de marzo de 1899. Como responsable de dicho ministerio tuvo que asumir la tarea de mantener el orgullo y el prestigio de España tras la derrota e intentar limitar sus consecuencias, nombrando para ello Presidente de la Comisión negociadora, al eminente jurista y Presidente del Senado, el político gallego Eugenio Montero Ríos, que se desplazó durante casi tres meses a París para lidiar con las negociaciones e intransigencias estadounidenses.

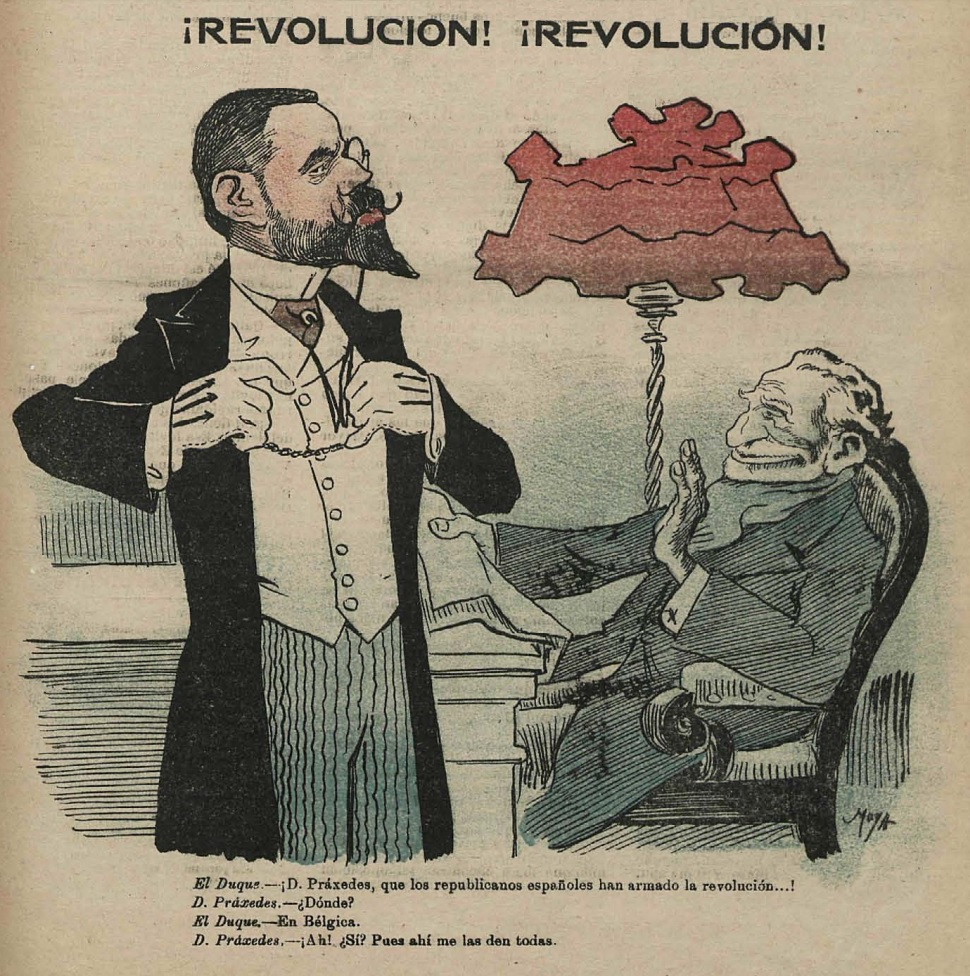
¡Revolución! ¡Revolución! Caricaturizado por Joaquín Moya junto a Sagasta.

Tras fracasar la mediación inglesa, el 21 de noviembre del antes citado año, los representantes de Estados Unidos presentaron una oferta a modo de ultimátum, amenazando con continuar las hostilidades en caso de la no-aceptación. Dicha oferta suponía la pérdida de Cuba, la anexión de Puerto Rico, la compra de Filipinas por veinte millones de dólares, la anexión de las islas de Guam, las Marianas y las Carolinas. Sin ningún apoyo europeo, la presión alemana y ante la gravedad de la situación, y hubo que firmar el Tratado de París.
Bajo la presidencia de este mismo político volvería a ocupar la misma cartera ministerial entre el 6 de marzo de 1901 y el 6 de diciembre de 1902 en cuatro gobiernos sucesivos.

## Conferencia Internacional de Algeciras
Posteriormente, entre el 1 de diciembre de 1905 y el 23 de junio de 1906 volvería a desempeñar la cartera de ministro de Estado en un gabinete Moret.
Presidió en abril de 1906 la Conferencia Internacional de Algeciras. Presidente del Consejo de Ministros, Segismundo Moret, propuso al rey le fuera concedido el título de Duque de Algeciras, nombramiento que Juan Manuel Sánchez rechazó cortésmente con estas palabras: “El estricto cumplimiento del deber no necesita recompensas”.
Pocos meses después de la Conferencia Internacional de Algeciras, fallecía en Madrid. Un Real Decreto firmado ese mismo día le concedía el nombramiento de capitán general con mando en plaza. Se disponía, además, que se le rindieran los honores correspondientes y se celebraran solemnes honras fúnebres por sus relevantes servicios a la Patria, a la Corona y a las Instituciones del Estado. Se disponía también, distinguir a su madre con el título de Duquesa de Algeciras que su hijo no quiso aceptar en vida. 
El jefe del Gobierno dijo a la sazón: “Con su muerte pierde la Corona uno de sus más leales servidores; la nación un ciudadano modelo, que la sirvió con patriotismo y que representó a España con una dignidad y acierto internacionalmente reconocidos”. 